# Sinclair ZX80
O Sinclair ZX80 foi um computador doméstico apresentado ao mercado britânico em Fevereiro de 1980 pela Sinclair Research de Cambridge,  Inglaterra. Notabilizou-se por ter sido o primeiro computador vendido no Reino Unido por menos de 100 libras (para ser exato, £99,95). Estava ainda disponível sob a forma de "kit" para montar (por £79,95). O ZX80 tornou-se extremamente popular e durante algum tempo, houve uma lista de espera de vários meses para os interessados em adquirir uma versão  ou outra.
O ZX80 foi uma verdadeira inovação e detonou no Reino Unido a febre  dos computadores domésticos nos anos 1980. Ele foi superado por várias outras máquinas  Sinclair, notadamente o Sinclair ZX81 e o bem sucedido ZX Spectrum.

## Especificações técnicas
A máquina, projectada por Jim Westwood, girava em torno da UCP μPD780C-1 (um clone do Zilog Z80) da Nippon Electric Corporation, funcionando a 3,25 MHz, e equipada com 1 KB de RAM estática (expansível para 16 KB usando um módulo de memória separado), e 4  KB de ROM contendo a linguagem de programação Sinclair BASIC, editor e "SO". Os comandos do BASIC não eram digitados  letra a letra; em vez disso, eram seleccionados como numa calculadora científica  — cada "tecla" tinha várias funções diferentes activadas pelo uso de várias  teclas modificadoras (SHIFT).
A máquina era montada numa minúscula caixa plástica branca, com um teclado de membrana inteiriço, azul, na parte frontal; devia sua aparência peculiar ao desenhista industrial Rick Dickinson. Houve problemas de  durabilidade, confiabilidade e super-aquecimento. O sistema completo tinha cerca da metade do tamanho de dois livros de bolso colocados lado a lado (21,9 cm de comprimento por 17,5 cm de largura e 4 cm de altura) e pesava 375 g.

### Armazenamento
Uma forma simples de armazenamento offline tornou-se possível usando um gravador de cassetes. Os programas eram armazenados e lidos a 250 bps.

### Áudio
Não havia originalmente. Posteriormente, foram produzidas algumas expansões por terceiros, que possibilitavam esse recurso.

### Vídeo
O vídeo era exibido através da conexão de um modulador de RF com  uma televisão doméstica. O gerador de sinal de vídeo do ZX80 usava um hardware  minimalista e uma combinação de software para gerar uma imagem quando ele estava  ocioso, isto é, aguardando que uma tecla fosse pressionada. Ao rodar um programa BASIC,  todavia, a tela ficava negra. Isso impedia o uso de gráficos móveis etc. O subseqüente  ZX81 aperfeiçoou isto um pouco porque podia rodar num modo SLOW  ("lento") enquanto criava um sinal de vídeo, ou num modo FAST ("rápido") sem gerar  um sinal de vídeo (tipicamente usado para cálculos extensos).
A resolução gráfica era de 64X48 pixéis (monocromáticos), já que havia  apenas 386 bytes para a memória de vídeo. O modo texto era de 32X24 caracteres.

### Teclado
Teclado de membrana (Mylar), sensível ao toque, com 40 teclas (a maioria executando duas ou  três funções, com exceção da barra de espaço, "New line" e Shift). A tecla Shift dava  acesso aos símbolos especiais, teclas de movimentação do cursor, blocos gráficos e a  função "RUBOUT" (delete). As letras só podiam ser digitadas em maiúsculas.

### Actualizações
Uma ROM de 8K do ZX81 foi disponibilizada posteriormente para atualizar o ZX80, e  custava cerca de 20% do preço de um ZX81 completo. Ela vinha acompanhada de uma  cobertura plástica para o teclado e um manual do ZX81. Com a simples abertura da tampa  do ZX80, a remoção da ROM original do seu soquete e a inserção (cuidadosa) da nova ROM,  o ZX80 (agora ZX81) passava a funcionar de modo idêntico ao irmão mais novo, exceto  pelo modo "SLOW" (e isso devido puramente a diferenças de "hardware"). O processo podia  ser facilmente revertido, trazendo o ZX80 de volta ao seu velho "eu".
A memória do ZX80 de 1KB podia ser expandida por um "RamPac" de 3KB. Não foram lançadas  atualizações para a ULA, que só lidava com números  inteiros, nem para o vídeo monocromático.

## Vendas
Até o fim de sua produção, em Agosto de 1981, as vendas do ZX80 foram de cerca de 100.000 unidades – um número inaudito para a época – e que contribuiu  significativamente para colocar o Reino Unido na liderança do uso doméstico de  computadores através dos anos 1980.
Todavia, o real significado do ZX80 não jaz em suas vendas (relativamente modestas, se  comparadas com as de seus sucessores imediatos), mas no seu desenho e marketing  inovadores. Na época do seu lançamento, era um dos menores e mais baratos computadores  domésticos do mundo. Foi também um dos primeiros voltados para o utilizador doméstico, não para o hobbista ou profissional. Em fins da década de 1970, computação era algo  muito complexo, muito caro, ou ambos. Um disco rígido de 20 Mb podia  custar quase €3000 (três mil euros), enquanto a memória RAM custava cerca de €23 (vinte e três euros) por Kb.
Com tais custos, a computação a sério estava restrita ao mundo dos negócios ou às  universidades. Utilizadores domésticos podiam fazer experiências com placas de circuito impresso sem gabinete, que eles podiam montar  por conta própria, mas o computador resultante era tão básico que a utilidade prática  tornava-se mínima. Um bom exemplo disso foi um produto da própria Sinclair, o MK14.

### Mercado actual
Devido a sua tendência em superaquecer, máquinas sobreviventes em bom estado são  bastante incomuns e podem atingir altos preços entre colecionadores. São particularmente raras fora do Reino Unido, pois embora o ZX80 tenha sido exportado em  pequenas quantidades para os Estados Unidos, foi somente em 1981 que a Sinclair Research entraria de facto nesse lucrativo mercado.

## Clones

### Brasil
Taxas de importação proibitivas (ou sua proibição efetiva, como aconteceu no Brasil durante a vigência da reserva de mercado para o mercado de informática), bem como leis fracas de proteção à propriedade intelectual, instigaram algumas empresas brasileiras a produzir clones do ZX80 em 1981:
- NE Z80 – produzido pela Nova Eletrônica, empresa do grupo Prológica. Sucedido pelo NE-Z8000 (clone do Sinclair ZX81).
- TK80  – produzido pela Microdigital.
- TK82  – produzido pela Microdigital.

Aparentemente, o Brasil foi o único país do mundo a produzir clones do ZX80 em larga escala. A produção de cópias ilegais disseminou-se por outras regiões do globo somente a partir do ZX81.

### Estados Unidos
A Microace de Santa Ana, Califórnia, produziu um clone do ZX80 pouco depois do seu lançamento no Reino Unido. Todavia, teve de interromper a fabricação por força de uma ação judicial movida pela Sinclair. Posteriormente, lançaram um clone do ZX81 vendido exclusivamente nos EUA sob forma de kit e desta vez (a se dar crédito aos seus anúncios), sob licença da Sinclair Research.